# 阿-安涅帕达
阿—安涅帕达（羅馬化：A-anne-pada），苏美尔早王朝时期（约公元前26世纪）的乌尔国王，美萨耐帕达之子。他的兄弟美斯恰克南那继承了王位。
他为祭拜女神尼尼萨格而特别在乌尔附近的泰尔·乌贝德建造起一座神庙。他这一时期的文物已经有所发现。